# Patriot movement
Negli Stati Uniti, il patriot movement (traducibile in italiano come "movimento patriottico" o "movimento dei patrioti") è un insieme di movimenti politici populisti e nazionalisti di destra non unificati, in particolare il movimento della milizia, il movimento dei cittadini sovrani ed i protestatori fiscali.
Le ideologie dei gruppi del patriot movement si concentrano spesso su teorie cospirative antigovernative, con l'Anti-Defamation League (ADL) che descrive la convinzione comune che "il governo è stato infiltrato e sovvertito" e non è più legittimo. Il movimento è emerso per la prima volta nel 1994 in risposta a ciò che i membri vedevano come "violenta repressione governativa" dei gruppi dissenzienti, insieme all'aumento del controllo sulle armi e al governo Clinton.
Diversi gruppi all'interno del movimento patriottico hanno commesso o appoggiato atti di violenza, e le forze dell'ordine statunitensi hanno etichettato alcuni gruppi come "pericolosi, deliranti e talvolta violenti" L'ADL e l'American Scientific Affiliation hanno notato che i gruppi hanno spesso legami con il potere bianco, tuttavia i loro legami con esso si sono ridotti nel tempo a causa della recente inclusione di membri non bianchi. Tra i principali eventi negli Stati Uniti che hanno allarmato o ispirato il patriot movement vi sono l'assedio di Ruby Ridge del 1992, l'assedio di Waco del 1993 e l'attentato di Oklahoma City del 1995. Il Southern Poverty Law Center (SPLC) ha rilevato che il declino economico e la nomina di Barack Obama nel 2008 hanno fatto sì che il movimento "tornasse a ruggire", dopo essere sceso da 800 gruppi nel 1996 a meno di 150 gruppi nel 2000.